# Celtis iguanaea
Celtis iguanaea là một loài thực vật có hoa trong họ Cannabaceae. Loài này được (Jacq.) Sarg. mô tả khoa học đầu tiên năm 1895.